# Dan Ndoye
Dan Ndoye (Nyon, 2000. október 25. –) svájci válogatott labdarúgó, a Bologna csatára.

## Pályafutása

### Klubcsapatokban
Ndoye a svájci Nyon városában született. Az ifjúsági pályafutását a La Côte Sports csapatában kezdte, majd a Lausanne-Sport akadémiájánál folytatta.
2018-ban mutatkozott be a Lausanne-Sport másodosztályban szereplő felnőtt csapatában. Először a 2019. február 2-ai, Vaduz elleni mérkőzés 71. percében Anthony Koura cseréjeként lépett pályára. A következő fordulóban megszerezte első gólját is a Kriens ellen 3–2-re megnyert találkozón.
2020. január 27-én a francia Nice szerződtette le, majd másnap visszatért a svájci klubhoz kölcsönben a szezon végéig. A francia ligában 2020. augusztus 23-án, a Lens ellen 2–1-re megnyert mérkőzés 68. percében Khéphren Thuramot váltva debütált. 2021 augusztusában egyéves kölcsönszerződést kötött a Basel együttesével. 2022. július 1-jén, a lehetőséggel élve a Baselhez szerződött a 2025–26-os szezon végéig.
2023. augusztus 14-én az olasz Bologna szerződtette.

### A válogatottban
Ndoye az U18-as és U19-es korosztályokban is képviselte Svájcot.
2019-ben debütált a svájci U21-es válogatottban. Először a 2019. június 7-ei, Szlovénia elleni mérkőzés 72. percében, Ruben Vargast váltva lépett pályára. Első válogatott gólját 2019. szeptember 10-én, Liechtenstein ellen 5–0-ra megnyert EB-selejtezőn szerezte.
2022-ben mutatkozott be a felnőtt válogatottban. Először a 2022. szeptember 24-ei, Spanyolország ellen 2–1-re megnyert mérkőzés 68. percében, Xherdan Shaqiri cseréjeként debütált. 2024. június 7-én bekerült Murat Yakın szövetségi kapitány 26 fős keretébe, akik utaznak az Európa-bajnokságra.

## Statisztika
2023. május 29. szerint.
| Klub               | Szezon   | Bajnokság        | Bajnokság | Bajnokság | Kupa  | Kupa  | Nemzetközi | Nemzetközi | Összesen | Összesen |
| Klub               | Szezon   | Bajnokság        | Mérk.     | Gólok     | Mérk. | Gólok | Mérk.      | Gólok      | Mérk.    | Gólok    |
| ------------------ | -------- | ---------------- | --------- | --------- | ----- | ----- | ---------- | ---------- | -------- | -------- |
| Lausanne-Sport     | 2018–19  | Challenge League | 15        | 6         | 0     | 0     | 0          | 0          | 15       | 6        |
| Lausanne-Sport     | 2019–20  | Challenge League | 30        | 5         | 4     | 2     | 0          | 0          | 34       | 7        |
| Lausanne-Sport     | Összesen | Összesen         | 45        | 11        | 4     | 2     | 0          | 0          | 49       | 13       |
| Nice               | 2020–21  | Ligue 1          | 28        | 1         | 1     | 0     | 5          | 2          | 34       | 3        |
| Nice               | 2021–22  | Ligue 1          | 3         | 0         | 0     | 0     | 0          | 0          | 3        | 0        |
| Nice               | Összesen | Összesen         | 31        | 0         | 1     | 0     | 5          | 2          | 37       | 3        |
| Basel (kölcsönben) | 2021–22  | Super League     | 29        | 2         | 2     | 0     | 8          | 2          | 39       | 4        |
| Basel              | 2022–23  | Super League     | 32        | 4         | 3     | 2     | 19         | 1          | 54       | 7        |
| Összesen           | Összesen | Összesen         | 137       | 18        | 10    | 4     | 32         | 5          | 179      | 27       |

## Sikerei, díjai

### Klub
Lausanne-Sport
- Challenge League
  - Feljutó (1): 2019–20

### Egyéni
- UEFA Konferencia Liga – A szezon csapatának a tagja: 2022–23[12]